# انتخابات ریاست‌جمهوری کره جنوبی (۲۰۱۷)
نوزدهمین انتخابات ریاست‌جمهوری کرهٔ جنوبی در ۹ مهٔ ۲۰۱۷ برابر با ۱۹ اردیبهشت ۱۳۹۶ برگزار شد. این انتخابات پس از استیضاح و برکناری پارک گون-هه، رئیس‌جمهور این کشور مقرر شد. انتخابات ریاست‌جمهوری بنابر قانون تحت نظام نخست‌نفری و تنها در یک دور برگزار شد. در این انتخابات مون جائه-این نامزد حزب لیبرال دموکراتیک کره با کسب ۴۱٫۰۸٪ آرا به پیروزی رسید.
پیش از این قرار بود انتخابات ریاست‌جمهوری کره جنوبی در ۲۰ دسامبر ۲۰۱۷ برگزار شود اما با رأی دادگاه قانون اساسی مبنی بر تأیید تصمیم پارلمان، قرار شد تا انتخابات زودهنگام برگزار شود. هوانگ کیو آن نخست‌وزیر این کشور به عنوان سرپرست مقام رئیس‌جمهور انجام وظیفه کرد. او اعلام کرده بود که در انتخابات نامزد نخواهد شد.
بر خلاف انتخابات دوره‌های پیشین، اعلام شد که رئیس جمهور منتخب جدید بلافاصله پس از تأیید نتیجه انتخابات توسط کمیسیون ملی انتخابات در ساختمان مجلس ملی کره جنوبی سوگند یاد خواهد کرد.
پیش‌تر گمان می‌رفت که بان کی‌مون دبیرکل پیشین سازمان ملل در این انتخابات شرکت کندولی در فوریه ۲۰۱۷ بان کی‌مون اعلام کرد که در این انتخابات شرکت نخواهد کرد.